# 日本街宣车

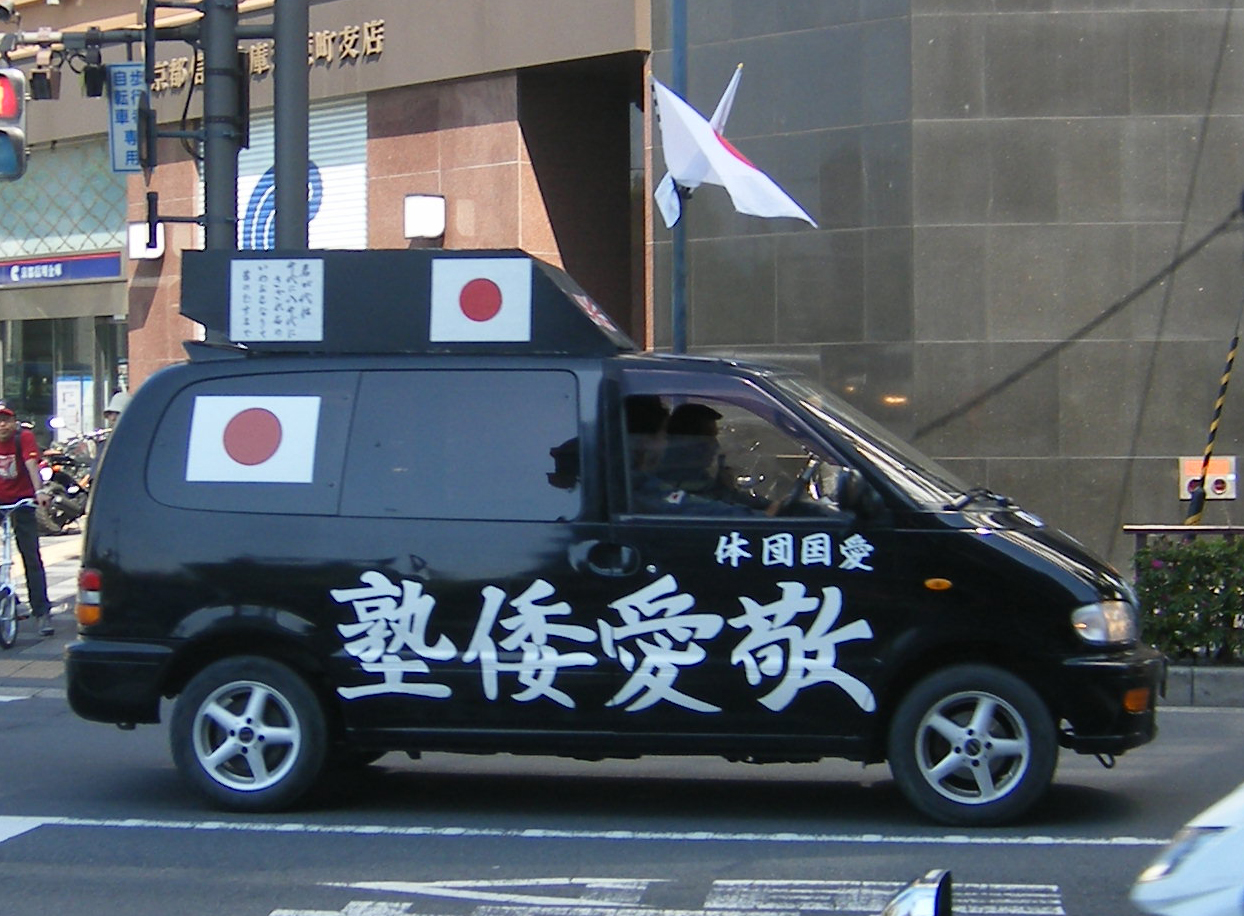
日本右翼团体“敬愛倭塾”的街宣车

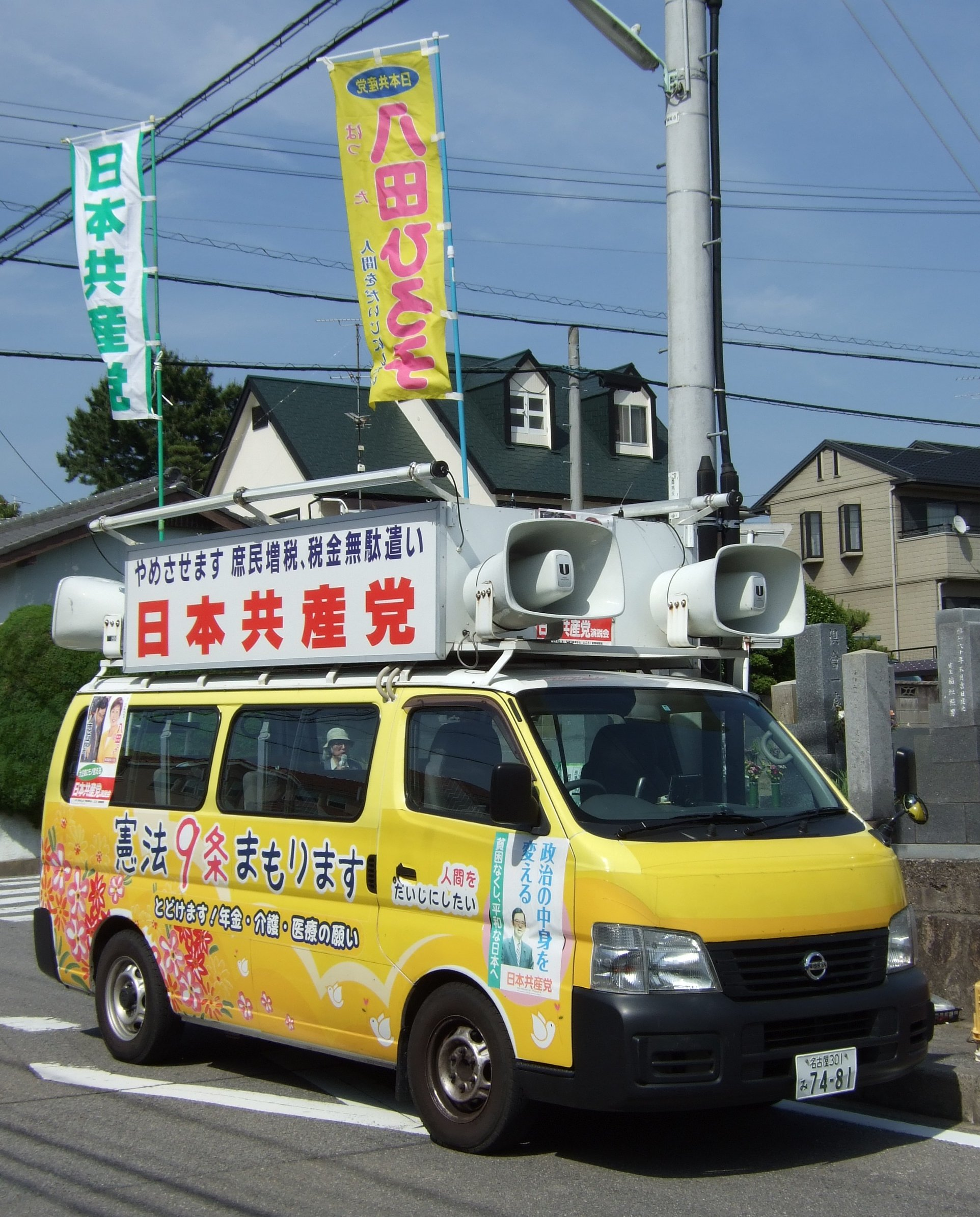
日本共产党的街宣车

街宣车是日本政治团体用来宣讲政治言论的宣傳車輛，但亦有街宣車用於產品推廣和資源回收等其它目的。街宣车通常配有一个或多个喇叭，用于播放录音或音乐。

## 種類

### 右翼用途
日本许多右翼团体在城市街道中驾驶街宣车，用高音喇叭播放日本民族主义音乐并向民众宣传其政治主张。 有时右翼团体成员也会把车停在街道的某处，向过路者宣讲政治言论。不少日本人对街宣车的这种喧嚣感厌倦，但是很少会有人公开与开街宣车的右翼团体人员对峙或作出投诉。日本警察出于言论自由的考虑，一般不會干預街宣车。

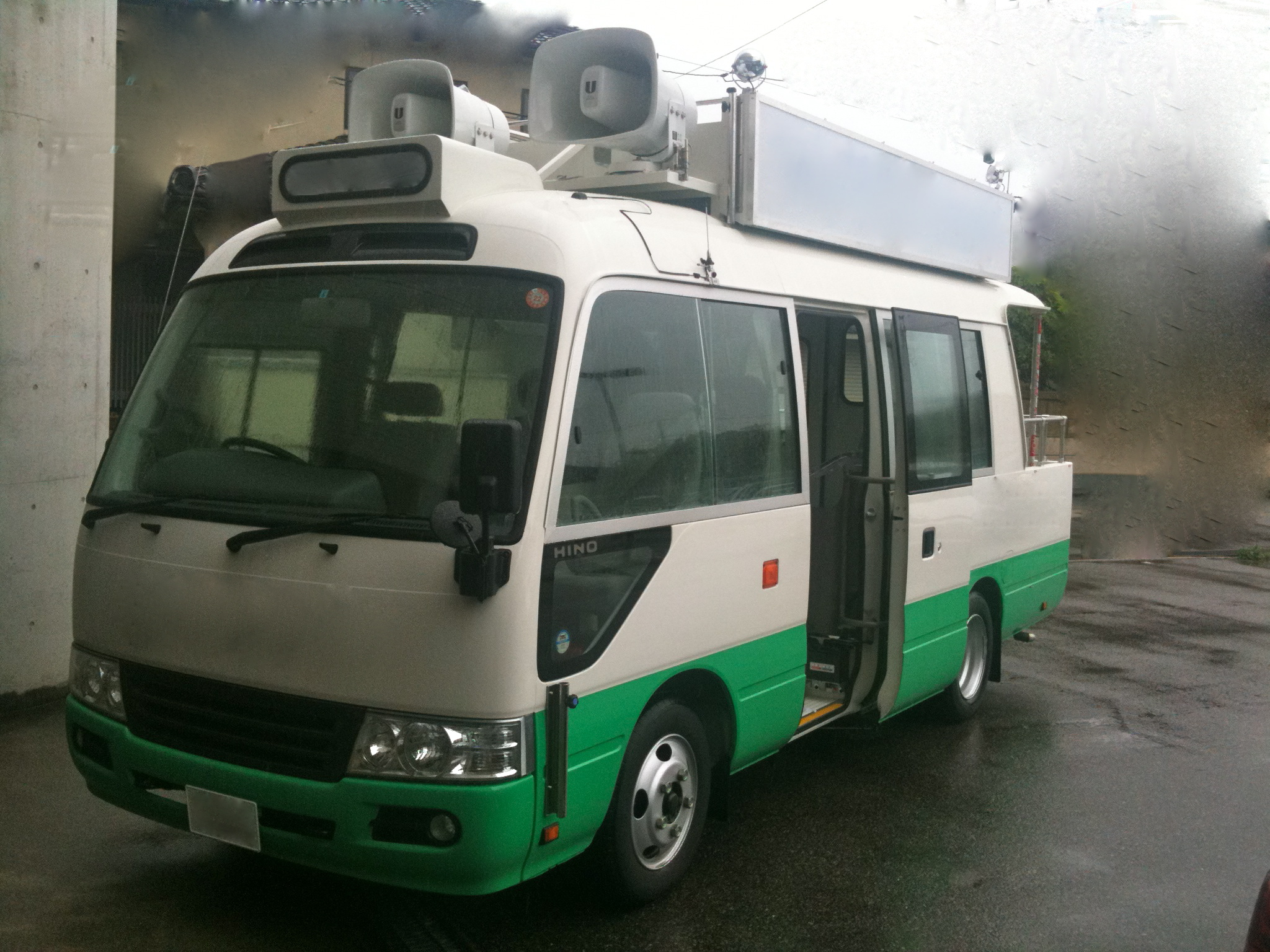
豐田Coaster選舉宣傳車

日本右翼团体的街宣车经常不理会交通信号灯或停车指示牌，甚至在繁忙的街道也是如此。日本右翼团体街宣车经常光顾或驻足的街道或地点，一般都会令商户的生意受负面影响。许多开右翼团体街宣车的人员都是极道成员。

### 選舉用途
日本各政黨在選舉期間也使用街宣车，但使用的方式不同，规模也比右翼团体要小。
被選舉人通常坐在車上，通過隨車播音員沿路宣傳政治口號、名字以及政黨名稱，但受《公職選舉法》所限，不能在車上進行選舉活動。同時只有駕駛才需要綁安全帶。一些街宣車車頂設有平台及欄杆，行駛到車站前或鬧區等定點後會停下來讓候選人及助選人上車頂進行演講。

### 宣傳用途
近年街宣车的用途變得廣泛，並開始流行一些在市中心行駛時播放音樂及影像的流動廣告車，用於推廣唱片、電影、動漫等流行文化。不僅是產品，還有服務業，以及馬戲團、職業摔跤、音樂會、音樂劇、電影等的宣傳。

## 統計
廣播車輛：1991年約4600輛→ 2000 年約65,500輛（約14倍）

## 另見
- 日本民族主義
- 宣傳車
- 汽車檢查登錄制度（日语：自動車検査登録制度）

## 外部連結
- 用於商業用途的街宣車：YouTube上的澀谷一輛一邊播放音樂一邊行走的AKB48《拉布拉多獵犬》街宣車